# Agaro
Agaro – miasto w Etiopii, w regionie Oromia. Według danych szacunkowych na rok 2015 liczy 37 400 mieszkańców.
W rejonie miasta znajdują się duże powierzchnie dziko rosnących, naturalnych lasów kawowych, wykorzystywanych przez miejscową ludność do pozyskiwania ziaren kawy o winnym posmaku i pikantnym zapachu.